# Eupanacra jasion
Eupanacra jasion är en fjärilsart som beskrevs av Jean Baptiste Boisduval 1875. Eupanacra jasion ingår i släktet Eupanacra och familjen svärmare. Inga underarter finns listade i Catalogue of Life.